# Kamperfoeliepalpmot
De kamperfoeliepalpmot (Athrips mouffetella) is een nachtvlinder uit de familie van de tastermotten (Gelechiidae). De spanwijdte van de vlinder bedraagt ongeveer 15 millimeter. De overwintering vindt plaats als rups.

## Waardplanten
De kamperfoeliepalpmot heeft wilde kamperfoelie en andere soorten kamperfoelie als waardplanten, maar is ook gemeld van sneeuwbes.

## Voorkomen in Nederland en België
De kamperfoeliepalpmot is in Nederland en België een niet zo algemene soort. De soort vliegt van juni tot in augustus.